# The Wall of Sacrifice
The Wall of Sacrifice (scritto Thè Wäll Öf Säcrificè sulla copertina del vinile) è un album di musica sperimentale / neofolk dei Death in June. L'edizione originale in vinile, pubblicata nel 1989, aveva una tiratura limitata a 666 copie. Nel 1990 l'album è stato ripubblicato su CD.

## Tracce
1. The Wall of Sacrifice – 15:57
2. Giddy Giddy Carousel – 2:22
3. Heilige Leben – 2:30
4. Fall Apart – 2:26
5. Bring in the Night – 4:18
6. In Sacrilege – 3:59
7. Hullo Angel – 1:34
8. Death is a Drummer – 9:17

Alcune versioni contengono anche una traccia nascosta, Heilige Tod.

## Formazione
- Douglas Pearce
- David Tibet
- Rose McDowall
- Boyd Rice
- Nikolas Schreck
- Andrea James
- Jan O